# 758 هـ
758 هـ هي سنة في التقويم الهجري امتدت مقابلةً في التقويم الميلادي بين سنتي 1357 و1357.

## مواليد
- الهادي بن إبراهيم الوزير.